# Норенья
Норенья (ісп. Noreña) — муніципалітет в Іспанії, у складі автономної спільноти Астурія. Населення — 5415 осіб (2009).
Муніципалітет розташований на відстані близько 370 км на північний захід від Мадрида, 11 км на схід від Ов'єдо.
Муніципалітет складається з таких паррокій: Сельєс, Норенья, Санта-Маріна.

## Демографія
Динаміка населення (INE ):

## Галерея зображень

Розташування муніципалітету
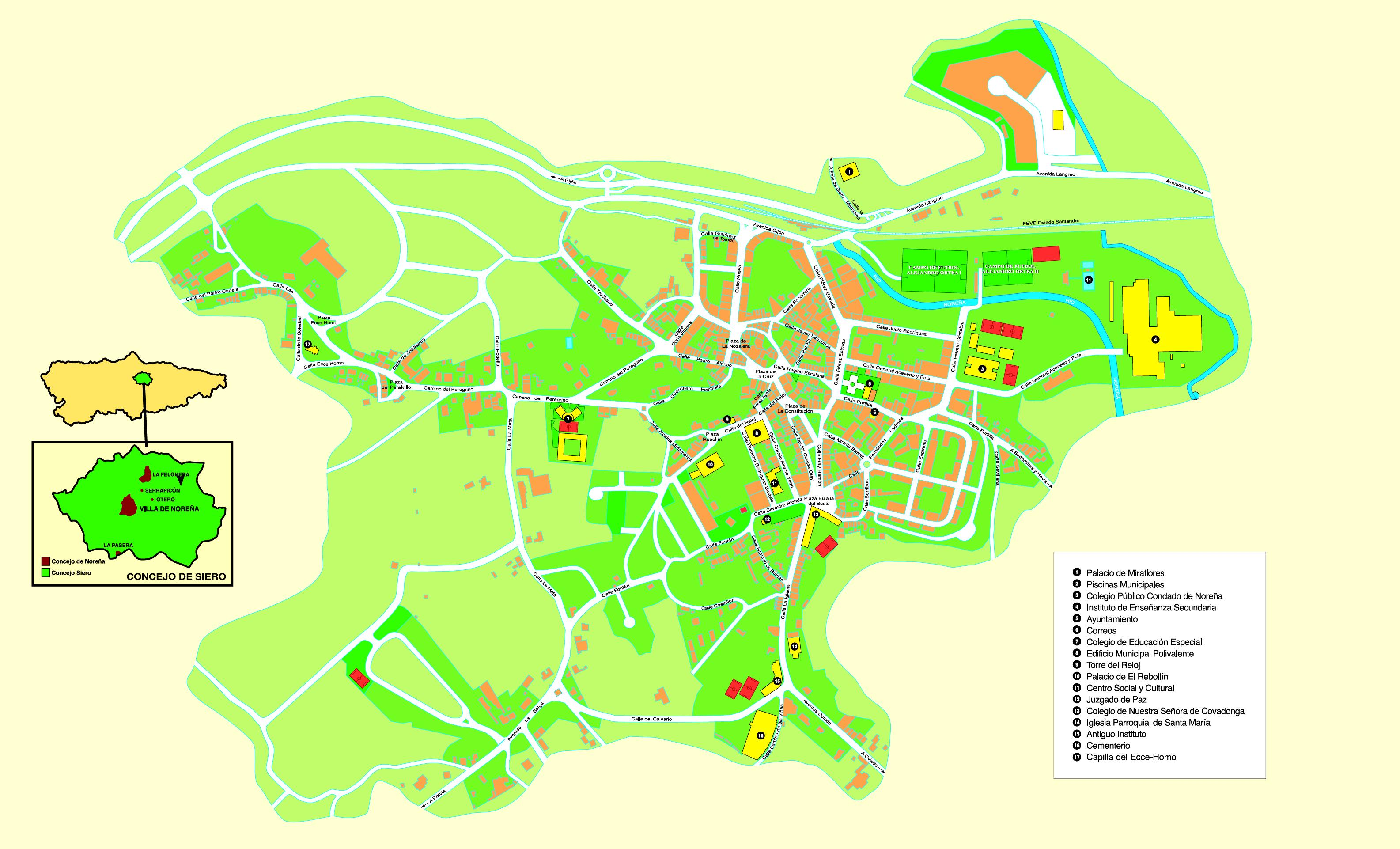
План муніципалітету Норенья
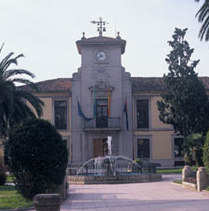
Муніципальна рада
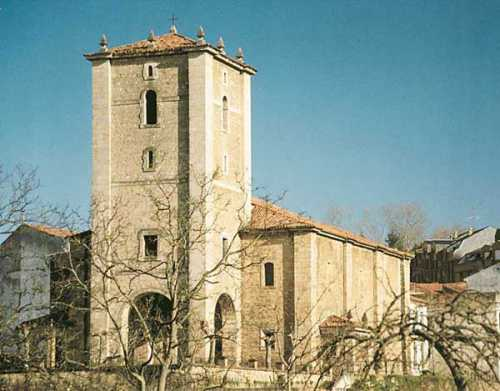
Церква Санта-Марія-де-Норенья